# Traités Ansei

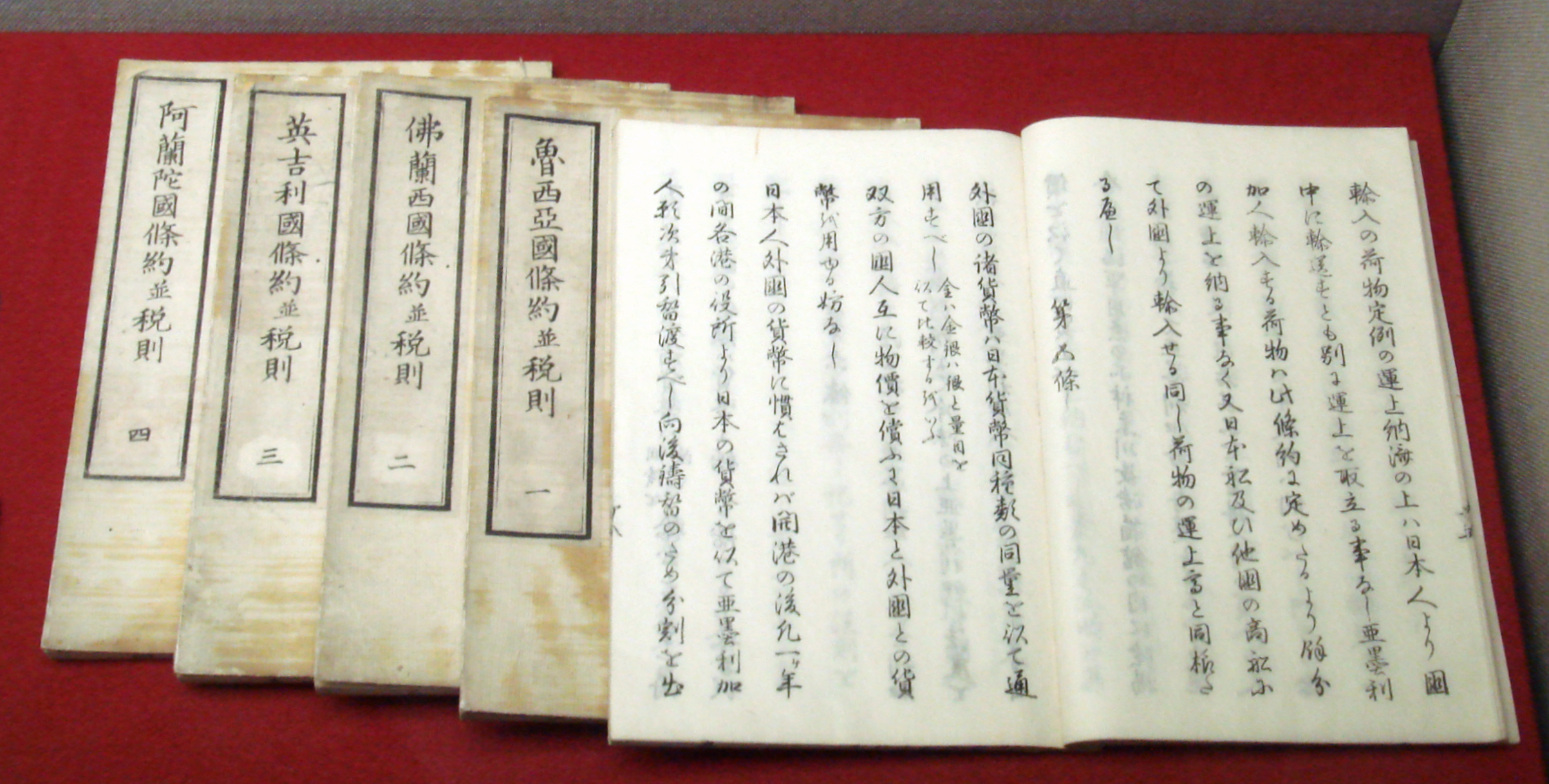
Traités d'amitié et de commerce entre le Japon et les États-Unis, la Russie, la France, le Royaume-Uni et les Pays-Bas, 1858.

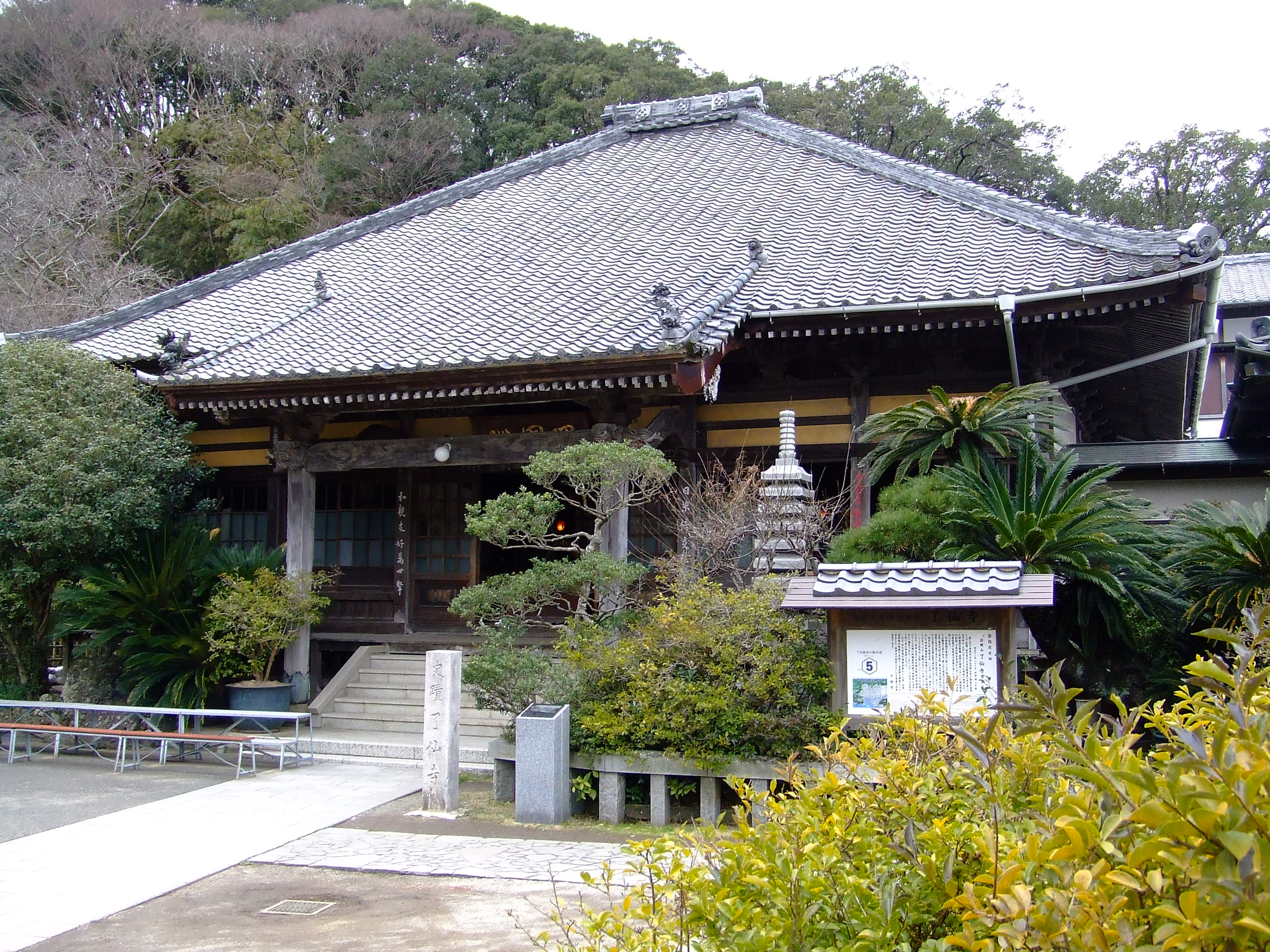
Le Ryōsen-ji à Shimoda, où est signé en juillet 1858 le traité d'amitié et de commerce américano-japonais, premier des traités Ansei.

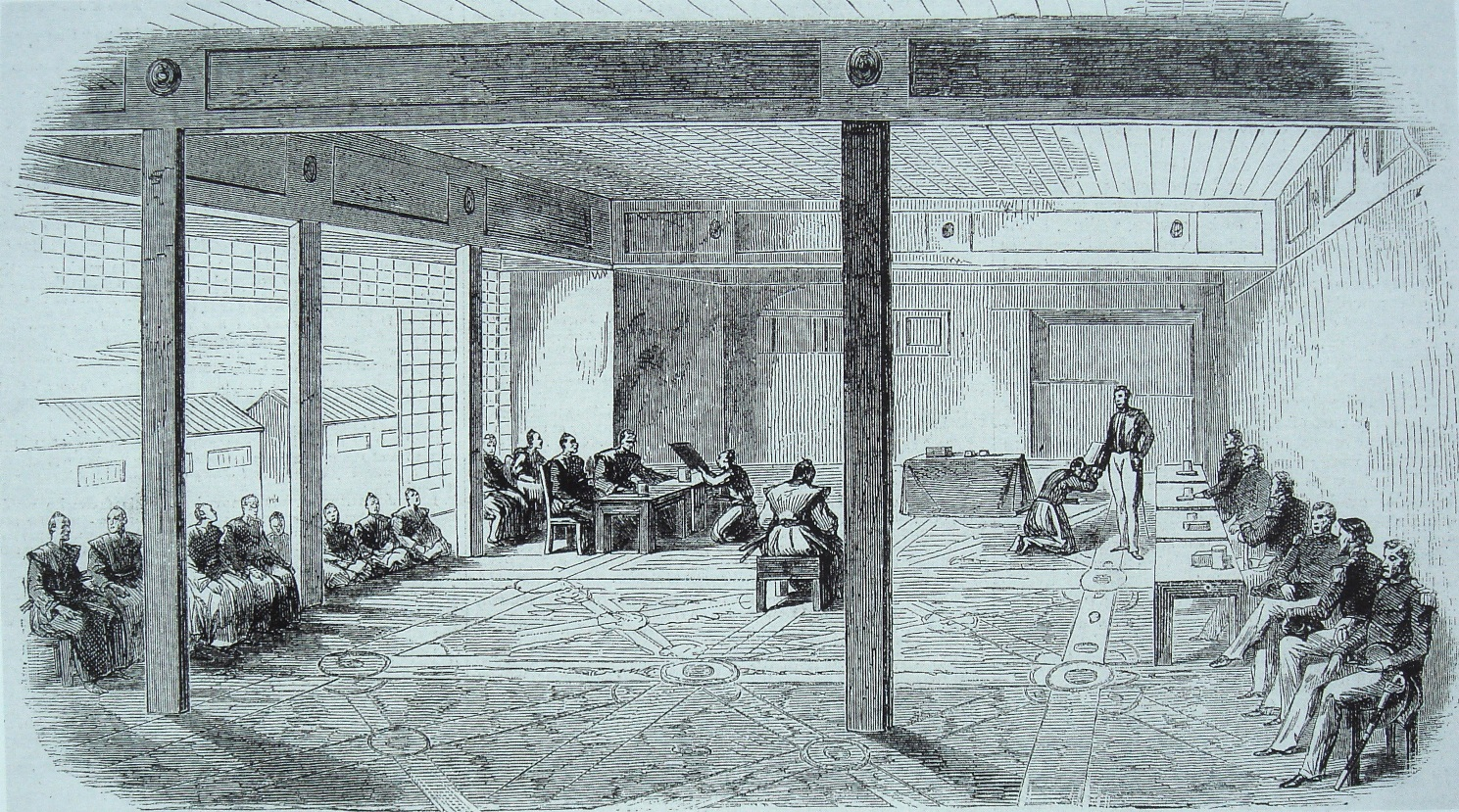
Signature du traité franco-japonais à Edo en octobre 1858, dernier des traités Ansei.

Les traités Ansei (en japonais : ansei no karijōyaku (安政の仮条約)) ou traités Ansei des cinq puissances (en japonais : ansei no go kakoku jōyaku (安政五カ国条約)) désignent une série de « traités inégaux », signés en 1858, au cours de l'ère Ansei, entre le Japon d'un côté, et les États-Unis, l'Empire britannique, l'Empire russe, les Pays-Bas et l'Empire français de l'autre. Le premier traité, également appelé traité Harris, est signé par les États-Unis en juillet 1858, la France, l'Empire russe, l'Empire britannique et les Pays-Bas suivant rapidement l'exemple américain dans les 3 mois qui suivent : le Japon est contraint d'appliquer aux autres pays, les conditions accordées aux États-Unis en vertu de la « clause de la nation la plus favorisée ».

## Contenu
Les points les plus importants de ces « traités inégaux » sont :
- Échange d'agents diplomatiques.
- Ouverture des ports d'Edo, Kōbe, Nagasaki, Niigata et Yokohama au commerce international.
- Possibilité pour les citoyens étrangers de vivre et commercer à volonté dans ces ports (seul le commerce d'opium est interdit).
- Système d'extraterritorialité qui prévoit l'assujettissement des résidents étrangers aux lois de leurs juridictions consulaires propres au lieu du système de droit japonais.
- Faibles droits de douane fixes sur les importations-exportations, soumis au contrôle international, privant ainsi le gouvernement japonais de contrôle sur le commerce extérieur et la protection des industries nationales (le taux descendra jusqu'à 5 % dans les années 1860).

## Composition
Les cinq traités connus collectivement sous le nom « traités Ansei » sont :
- le traité d'amitié et de commerce entre les États-Unis et le Japon, 29 juillet 1858 ;
- le traité d'amitié et de commerce entre les Pays-Bas et le Japon (ja), 18 août 1858 ;
- le traité d'amitié et de commerce entre la Russie et le Japon (ja), 19 août 1858 ;
- le traité d'amitié et de commerce anglo-japonais, 26 août 1858 ;
- le traité d'amitié et de commerce entre la France et le Japon, 9 octobre 1858.